# 北原雅紀
北原 雅紀（きたはら まさき、1972年 - ）は、日本の漫画原作者。一部作品でペンネーム小路谷 純平（おろだに じゅんぺい）を使用する。連載デビュー作は2004年『昆虫鑑識官ファーブル』。

## 経歴
兵庫県洲本市出身。洲本市立洲本第二小学校の図工の授業で漫画本を作って褒められ、柳学園の中高生時代では学校に提出する日誌に「連載」した。しかし高校2年生で作画に挫折し、脚本家を目指して早稲田大学第二文学部に入学した。三田誠広に師事し、シナリオ学校にも通った。卒業後は印刷会社に就職し、コピーライターの傍らで創作を続け、2003年にシナリオが編集者に認められた。
2004年『昆虫監察官ファーブル』で連載デビュー、直前に9年間勤務した会社を辞め、以後は原作に専念。手掛けるテーマは食育、裁判員制度、小児科医療、アイドルなど多彩。

## 作品リスト
- 氷雨かるた（画・森藤映子、『週刊ヤングジャンプ増刊漫革』2002年 読切） - 集英社ヤングジャンプ原作大賞で準入選後に漫画化
- 昆虫鑑識官ファーブル（画・あきやまひでき、『ビッグコミックスペリオール』2004年 - 2007年） - 連載デビュー作品
- あいどるDays（画・真里まさとし、『週刊ヤングジャンプ増刊漫革』2005年 - 2007年）
- あんこう〜快釣海上捜査線（画・あきやまひでき、『ビッグコミックスペリオール』2007年 - 2008年）
- 玄米せんせいの弁当箱（画・魚戸おさむ、『ビッグコミックオリジナル』2008年 - 2011年）
- ジキルとハイドと裁判員（画・森田崇、『ビッグコミックスペリオール』2009年 - 2010年）
- Dr.キュイジーヌ（画・たなかかなこ、『ジャンプ改』2011年、読切）
- 真夜中のこじか（画・あおきてつお『ビッグコミックオリジナル』、2011年 - 2013年）
- どらコーボク（画・石川サブロウ、『ビッグコミック』2011年 - 2012年） - 小路谷純平名義
- プロメテオ（画・小野洋一郎、『イブニング』2015年 - 2016年[3]）
- すばらしきかな人生－ふたたび友郎－（画・若狭星、『ビッグコミック』2015年 - 2017年） - 香川まさひとの原作、同じく若狭星による『すばらしきかな人生 まさみ』と3話ずつ交互に連載された。
- ショパンの事件譜（画・あおきてつお、『ビッグコミック増刊号』『ビッグコミック』2015年 - 2020年）
- 双〜暗闇探偵寄譚〜（画・星乃パルコ、『eBigcomic4』、2019年）
- ママ友は静かに笑う（画・あおきてつお『まんが王国』、2019年 - 2020年）
- アンチリーガル ROCK AND LAW（画・若狭星、『ビッグコミックオリジナル』、2020年）
- 悪役令嬢は服飾スキルでバッドエンドを回避する（画・白飯元貴、『Booklive!』（COMICエトワール）、2022年 - 2023年）
- トリああああああジ（画・トータス杉村、原案・A・ドワノ、『eBigComic4』→『デジコレ』、2022年 - ） - 物語協力
- 見知らぬ私の犯罪（画・岡田理知、『まんが王国』、2022年 - ）
- キルマイセルフ（画・ごんけ賢吾、『LINEマンガ』『ピッコマ』（J-TOON）、2023年 - ）
- ランジェリー・リリィ（画・中田アミノ、『ビッグコミックオリジナル増刊』、2023年[4] - ）